# 태풍 라나님
태풍 라나님(태풍 번호: 0413, JTWC 지정 번호: 16W, 국제명:RANANIM, 필리핀 기상청(PAGASA) 지정 이름: Karen)은 2004년의 13번째 태풍으로 중국을 강타해 많은 피해를 낸 태풍이다. 다음 년인 2005년 태풍인 맛사가 라나님처럼 대만과 중국에 심대한 피해를 끼치고 오키나와섬에 엄청난 폭풍을 불게 했다.

## 태풍의 진행

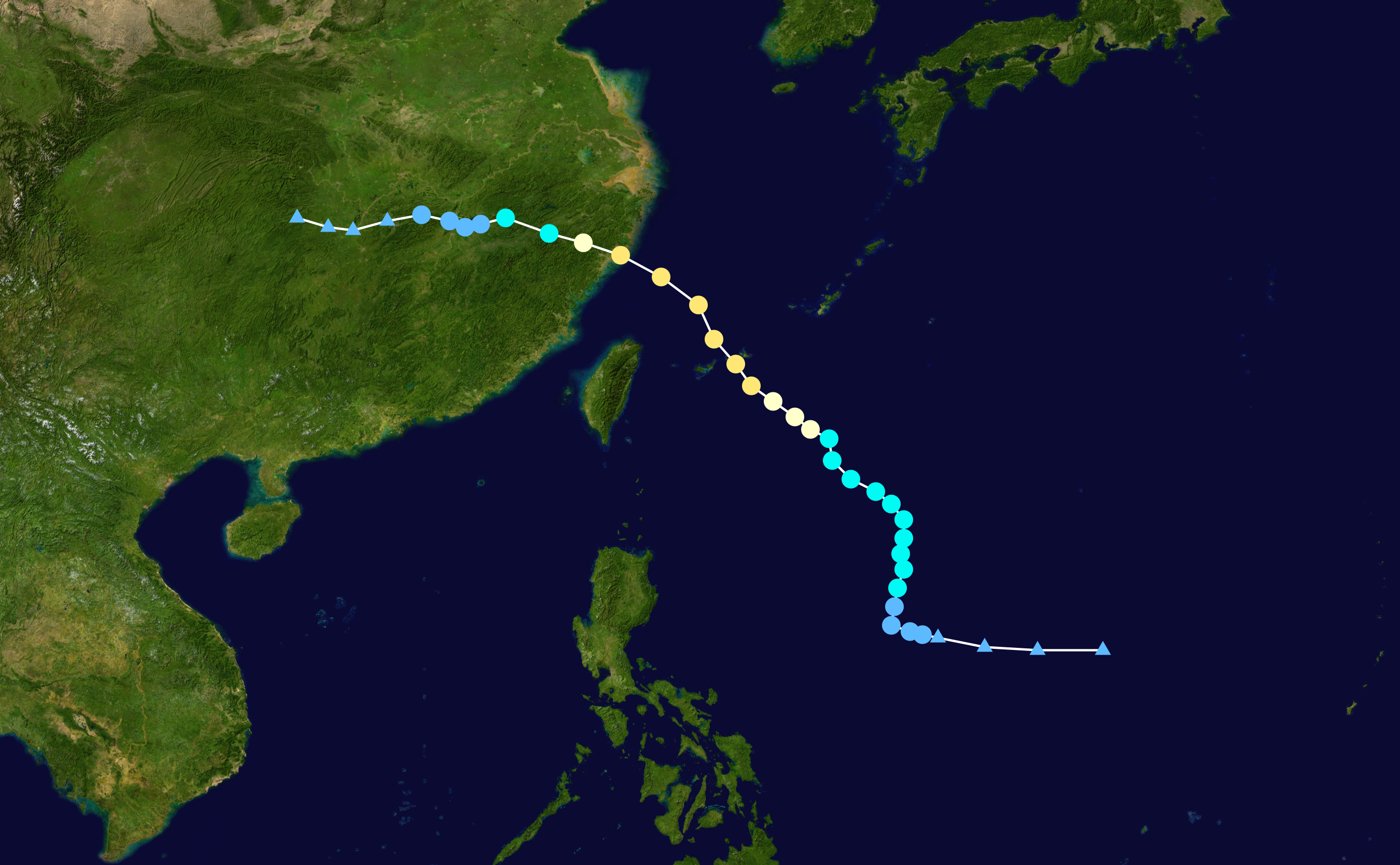
태풍 라나님의 이동 경로

태풍 라나님은 8월 초순에 미국 괌 서북서쪽에서 상승기류가 지속되어 이 기류가 서쪽으로 점차 이동했으나 매우 약한 상태를 유지하고 있었다. 8월 6일에 일본 기상청(JMA)에서 열대 저기압으로 승격시켰고 조금 후에 필리핀 기상청(PAGASA)에서 'Karen'이라는 이름을 붙인 후 관찰하기 시작했다.
미국 합동태풍경보센터(JTWC)에서는 8월 6일 늦게서야 열대저기압 발생 경고를 내렸고 다음 날 필리핀 루손섬 동쪽 약 780 km 해상에서 열대저기압 16W으로 명명했다. 서쪽으로 이동하던 이 열대 저기압은 북쪽으로 진로를 90도 틀고 오키나와섬 방향으로 향해가기 시작했다. 이 열대 저기압은 직경은 대체로 길었으나 바람이 강하지 않아 JMA는 8월 8일이 되어서야 열대 폭풍으로 단계를 올렸다.
열대 폭풍으로 승격된 이후에 열대폭풍 라나님은 점차적으로 발달하기 시작했고 8월 9일에 북동쪽에 자리잡은 고기압대에 의하여 방향을 북서쪽으로 틀었다. 8월 10일 06시에 대만 동남동쪽 약 715 km 해상에서 태풍으로 강해졌고 8월 11일, 일본 오키나와 남서쪽 약 365 km 해상을 지났다. 그 이후로 태풍 라나님은 PAGASA 태풍 관할구역에서 벗어났고 라나님의 태풍의 눈은 위성사진에서 뚜렷하게 관찰될 수 있었다. 또 이날 JMA는 태풍 라나님이 10분최대풍속 150 km/h에 도달했다고 발표했다. 그러나 JTWC에서는 1분최대풍속이 165 km/h으로 기록되었다고 보고했다.
태풍 라나님이 대만 북쪽을 지나자 8월 12일 13시, 최성기를 맞이한 때에 중국 저장성 원링 시 부근에 상륙했다. 중국 기상청은 라나님은 1956년의 태풍 샐리가 상륙한 이후 가장 강력한 태풍으로 발표했다. 하지만 내륙으로 전진하면서 빠르게 약해졌고 이후 다시 열대 폭풍으로 약화된 다음, 서쪽으로 향해갔다. 8월 13일에 JMA는 라나님을 열대 저기압으로 격하시킨 뒤, 마지막 경고령을 내렸다. 이로써 태풍 라나님은 소멸되었다. 하지만 남아있던 열대저기압은 장시성에 위치하고 있었다. 이 열대 저기압은 이틀이 지나서야 후난성 북서쪽에서 소멸되었다.
태풍 라나님(RANANIM)은 미크로네시아 연방에서 제출하였으며, 추크어 인사 '안녕'을 뜻한다.

## 피해

### 대만과 일본
대만에서는 약 한 달전에 강력한 태풍 민들레가 휩쓸고 지나가면서 침수 취약지역에 대비를 튼튼히 해놓았다. 하지만 태풍 라나님은 북쪽으로 지나갔으나 많은 강수량을 기록했다. 대만 북서부 신주시에서는 345 mm가 관측되었다. 또 대만에서는 1명의 사망자가 나왔다. 태풍 라나님이 타이완에 영향을 미칠 때 거의 같은 시각에 오키나와섬에도 영향을 주었는데, 오키나와섬에서는 176 km/h의 돌풍과 미야코섬에 229 mm의 비가 내렸다.

### 중국
중국에서는 라나님이 상륙하기 전에 정부가 미리 467,900명의 사람들을 대피소에 대피시켰고 식당과 여가시설, 유흥시설 등을 폐쇄시켰다. 또 중국 동부 해안에 인접한 집 약 30%가 태풍에 취약한 것으로 드러났다. 상하이시 근처의 여객선 운항이 취소되었고 9천 9백 척의 배가 안전지대로 옮겨졌다. 또 해안 지역의 공항들이 폐쇄되었는데, 이 중에는 상하이시도 들어있었다.
저장성으로 이동한 라나님은 광범위한 지역에 많은 비를 뿌렸는데 20개의 기상대에서 300 mm의 강수량이 넘게 관측되었다. 웨칭 시에서는 24시간만에 703.5 mm의 강수량을 기록해 신기록을 세웠다. 또 강풍을 동반한 라나님은 기록을 세우기도 했는데 해안가에서는 211 km/h의 바람이 불기도 했다. 태풍이 원링 시 근처로 다가옴에 따라 여기서도 192 km/h의 돌풍이 불기도 했고 하이먼 시에서는 7.42 m에 달하는 파도가 해안가를 덮치기도 하였다.
태풍 라나님은 해안가에 있던 수백채의 집들을 파괴시켰고 해안가에 홍수가 나게 했다. 강풍은 전력 공급을 차단시켰고 수천 그루의 나무들이 뿌리뽑혔다. 약 64,300채의 집들이 부서졌고 나머지 125,000채는 반파되었고 이에 따라 많은 이재민들이 생겼다. 전체적으로 태풍은 총 75개 군 지역에 영향을 끼쳤고 302개의 마을이 홍수로 인해 고립되었다. 강풍과 폭우는 심대한 농작물 피해를 야기시켰으며 5만 5천마리의 가축과 4,000 제곱킬로미터에 달하는 땅이 잠겼다. 또 230 제곱킬로미터 넓이의 농작물이 피해를 겪었다. 태풍 라나님은 진로에 놓여있던 지역들의 사회기반시설에 매우 심각한 피해를 주었고 그 예로 1,163 km의 도로가 파손되었다. 내륙에서는 웨칭 시의 52채의 집을 파괴시켰고 25명의 사람이 사망했다. 그러나 라나님의 진로 북쪽 약 145 km 지역에 있던 상하이시에서는 작은 피해만이 남았다. 중국 전국에서 201억 위안의 피해액이 집계되었고 대부분은 저장성에서 나왔다.
전체적으로 태풍 라나님은 중국 국민 약 1800만명에 영향을 주었고 총 3,321명이 부상당하고 이 중 185명이 심각한 상황이 놓여있었다. 라나님이 상륙할 당시에는 사망자가 29명이었으나 다음날에는 115명으로, 나흘 후에는 147명으로 늘었고 이후 164명으로 계속 증가했다. 전체 공식적으로 발표된 사망자는 168명이었다. 이 중 대부분은 붕괴된 집, 건물 잔해 속에서 발견되었고 홍수와 산사태도 큰 영향을 끼쳤다.

## 제명
태풍 라나님(RANANIM)은 중국에 끼친 심각한 피해로 인해 영구제명되었고 이후 파나피(FANAPI)로 대체되었다. 그러나 공교롭게도 2010년에 사용한 파나피라는 이름도 대만과 중국에 끼친 심대한 피해로 퇴출되었고 대신 라이(RAI)가 쓰이게 되었다.

## 같이 보기
- 2004년 태풍
- 태풍 파나피